# Флакон

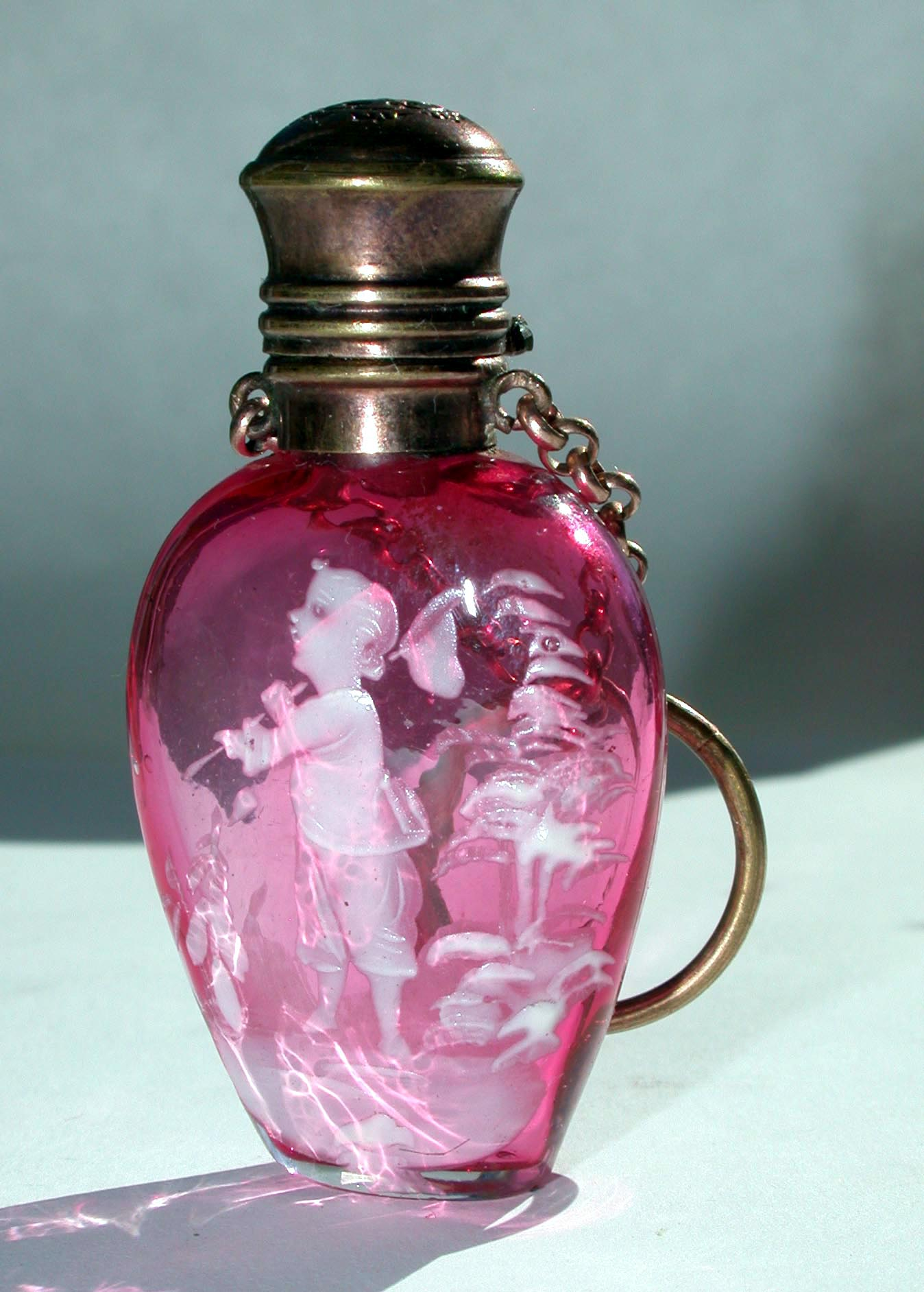
Флакон для нюхальної солі

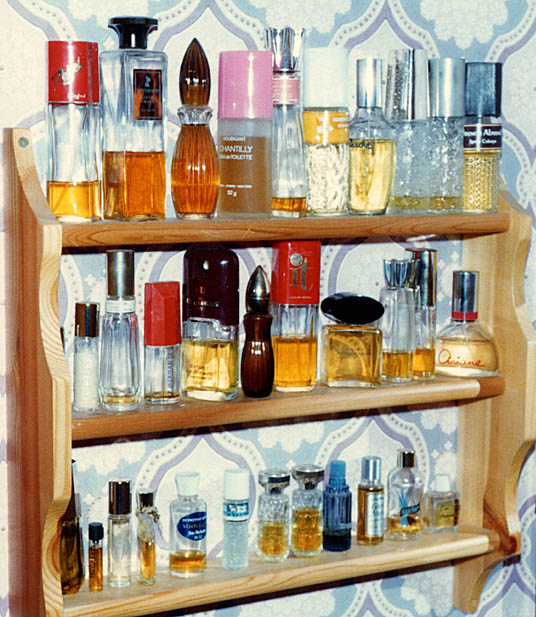
Парфюмерні флакони

Флако́н (через фр. flacon від лат. flasco — «пляшка для вина») — спеціальна тара для зберігання рідин, сипучих і таблетованих речовин. Використовується в парфумерній, харчовій та фармацевтичній промисловості, а також іноді для зберігання предметів релігійного культу (свяченої води, лампадної олії тощо). У країнах Азії спеціальні флакони використовуються для зберігання нюхального тютюну. Історія парфумерних флаконів нерозривно пов'язана з історією косметики, парфумерії та парфумів.
Флакон є важливою частиною іміджу парфумерного виробу. Антикварні та вінтажні флакони для парфумів та олій — популярний предмет колекціонування. Вартість рідкісних старовинних флаконів від парфумів на аукціонах доходить до декількох десятків тисяч доларів США.

## Матеріали та особливості
Флакони виготовляють з полімерних матеріалів, скла, гірського кришталю, а також з кераміки, металів, напівдорогоцінного каміння, іноді дерева. Оформлення флаконів відрізняється величезним розмаїттям — використовується пофарбований або натуральний матеріал, різні техніки декорування (інкрустація, карбування, різьба по каменю і склу, розпис, фольгування, друк, об'ємні деталі зі скла, металу, порцеляни або пластмаси). Форма флакона також може бути різноманітна — зустрічаються флакони у формі тварин, рослин, предметів побуту, квітів, фігурок людей, флакони абстрактних обрисів тощо. Нещодавно відомий модний бренд Viktor&Rolf використав технологію 3D-друку, щоб покращити естетику свого флакона парфумів Flowerbomb. Флакон може бути подвійним — містити в собі два резервуари для рідин або сипучих речовин, а також бути частиною або центральною деталлю свічника, лампи, ювелірної прикраси.
Флакон завжди має не перфоровану кришку чи корок, які запобігають випаровуванню рідин — пляшковий корок, притерту скляну кришку, скляний стопер з пластиковою прокладкою-«гармошкою», кришку з вбудованим спреєм і помпою-«грушою». Кришка може розташовуватися як нагорі флакона, так і збоку або знизу. У сучасних флаконах для парфумів, туалетної води та інших косметичних субстанцій, які виготовляють промисловим способом, використовуються гвинтові кришки або кришки з вбудованим спреєм (флакони-атомайзери). Скляні флакони ручної роботи, які виготовляють в техніці ф'юзинг, мають скляні притерті кришки. Флакони для олійних рідин використовують гвинтові кришки з вбудованими піпетками або крапельницями.

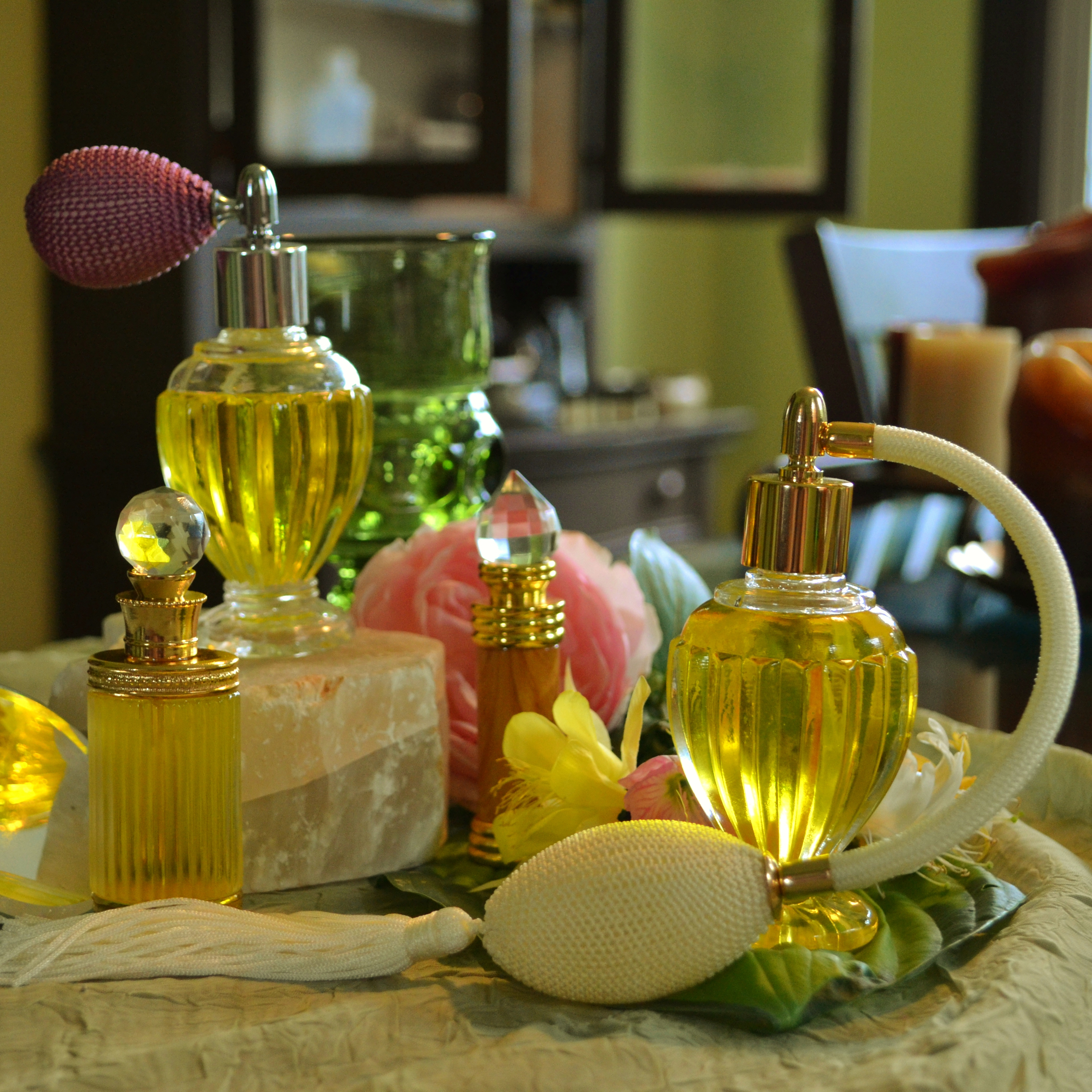
Флакони для парфумів з помпою і «спреєм» (аерозольним розпилювачем) — пульверизатором
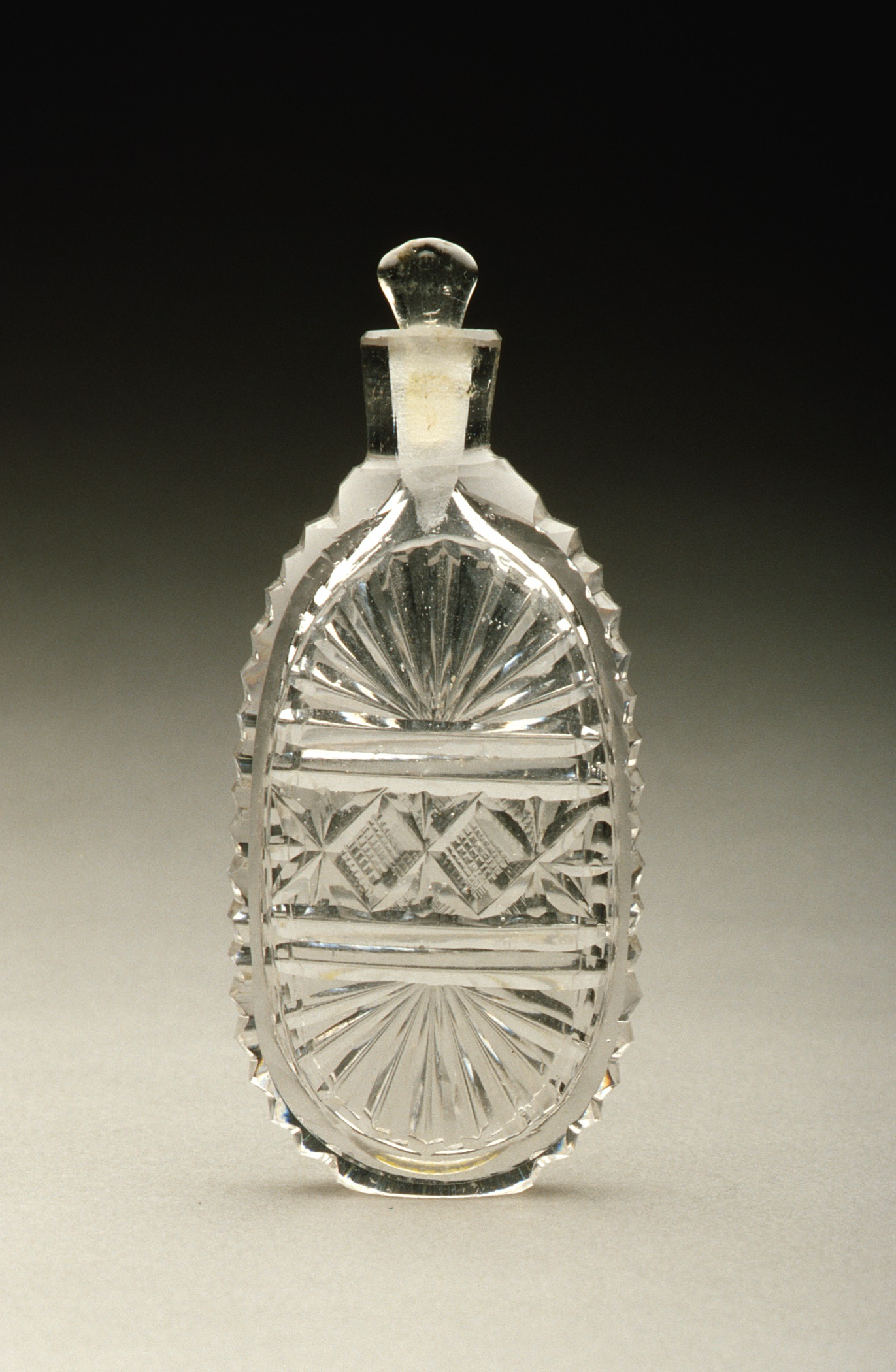
Флакон з різьбленого скла
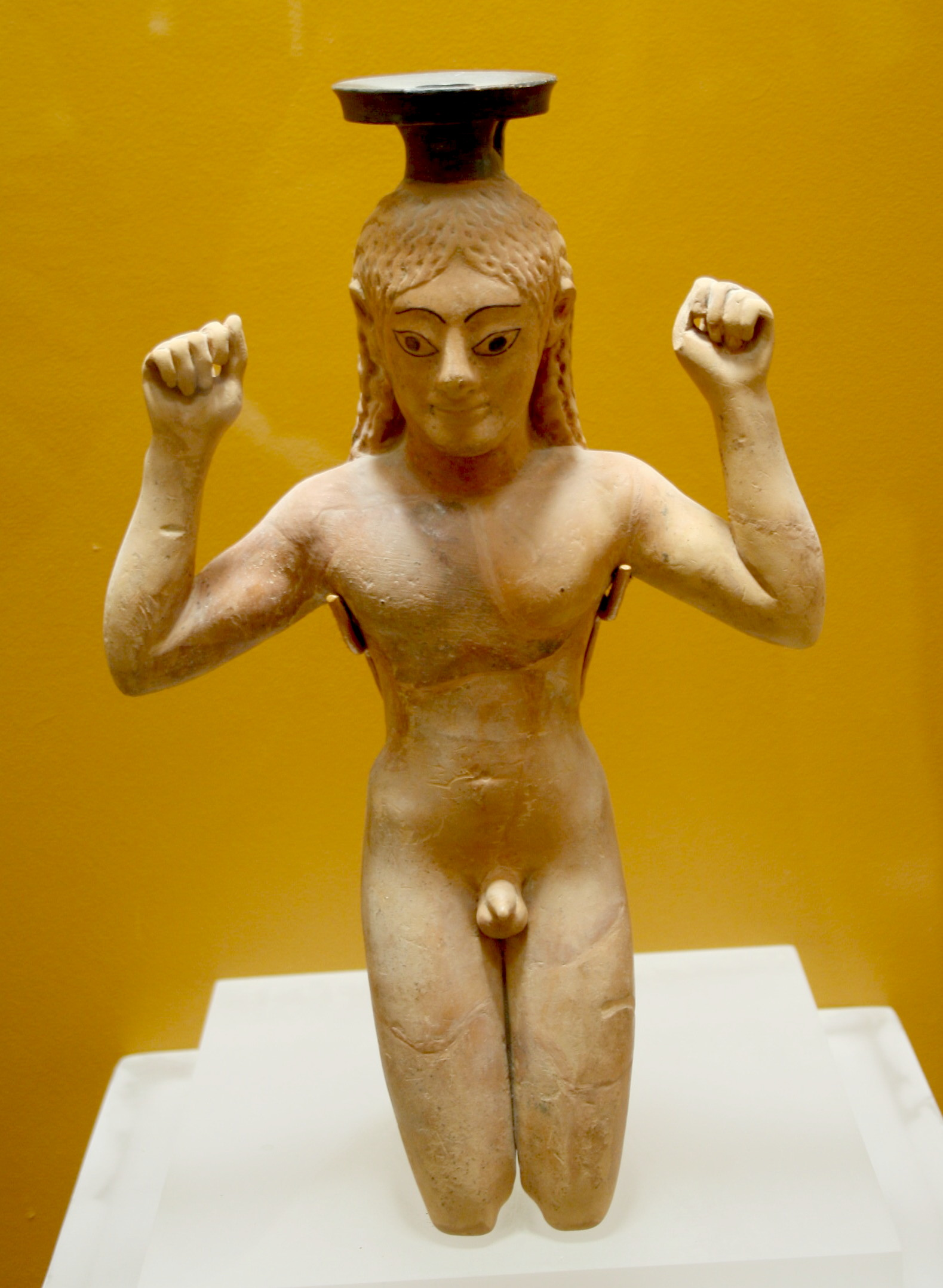
Античний флакон у формі людської фігури
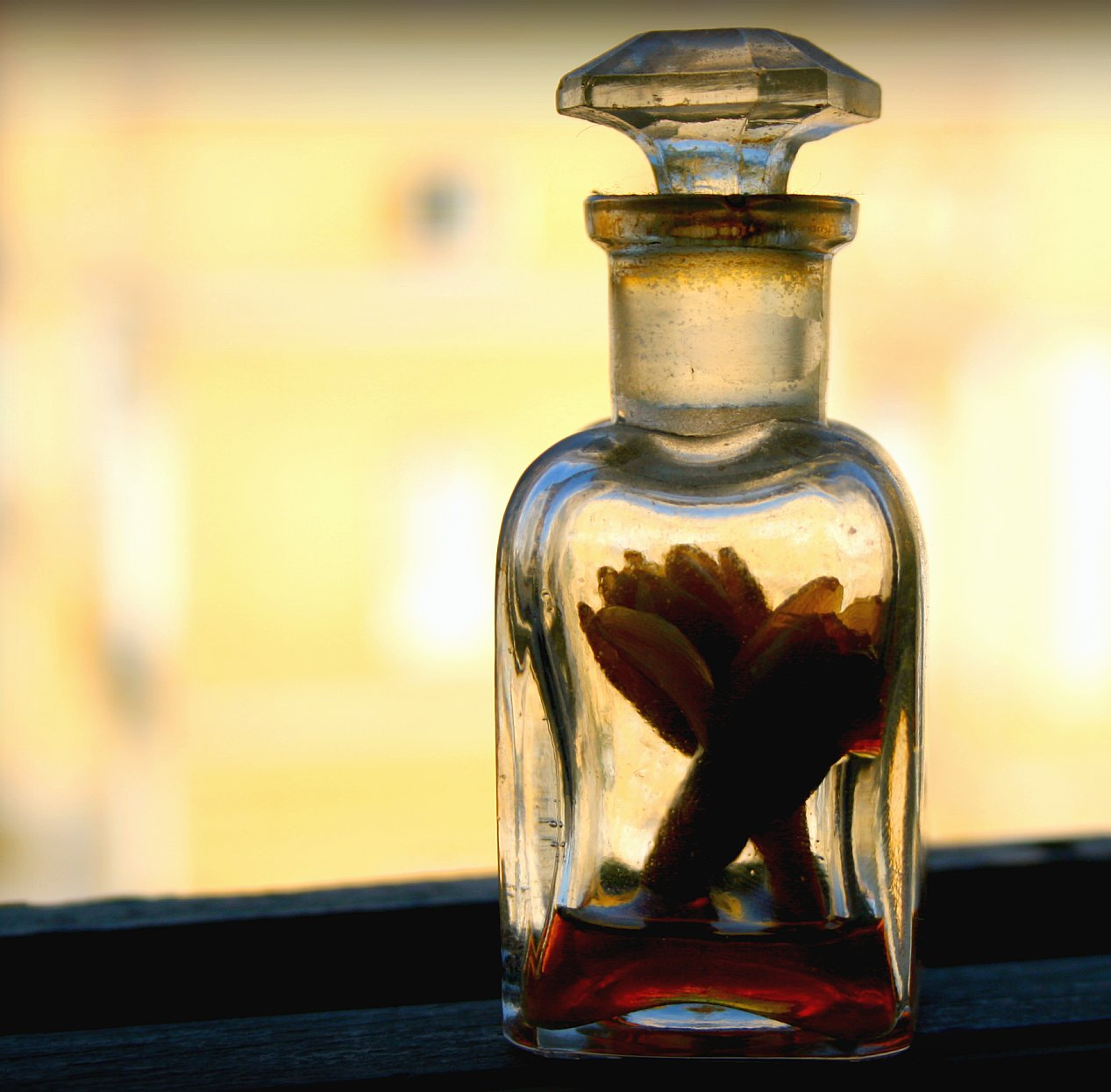
Флакон з притертою скляною кришкою
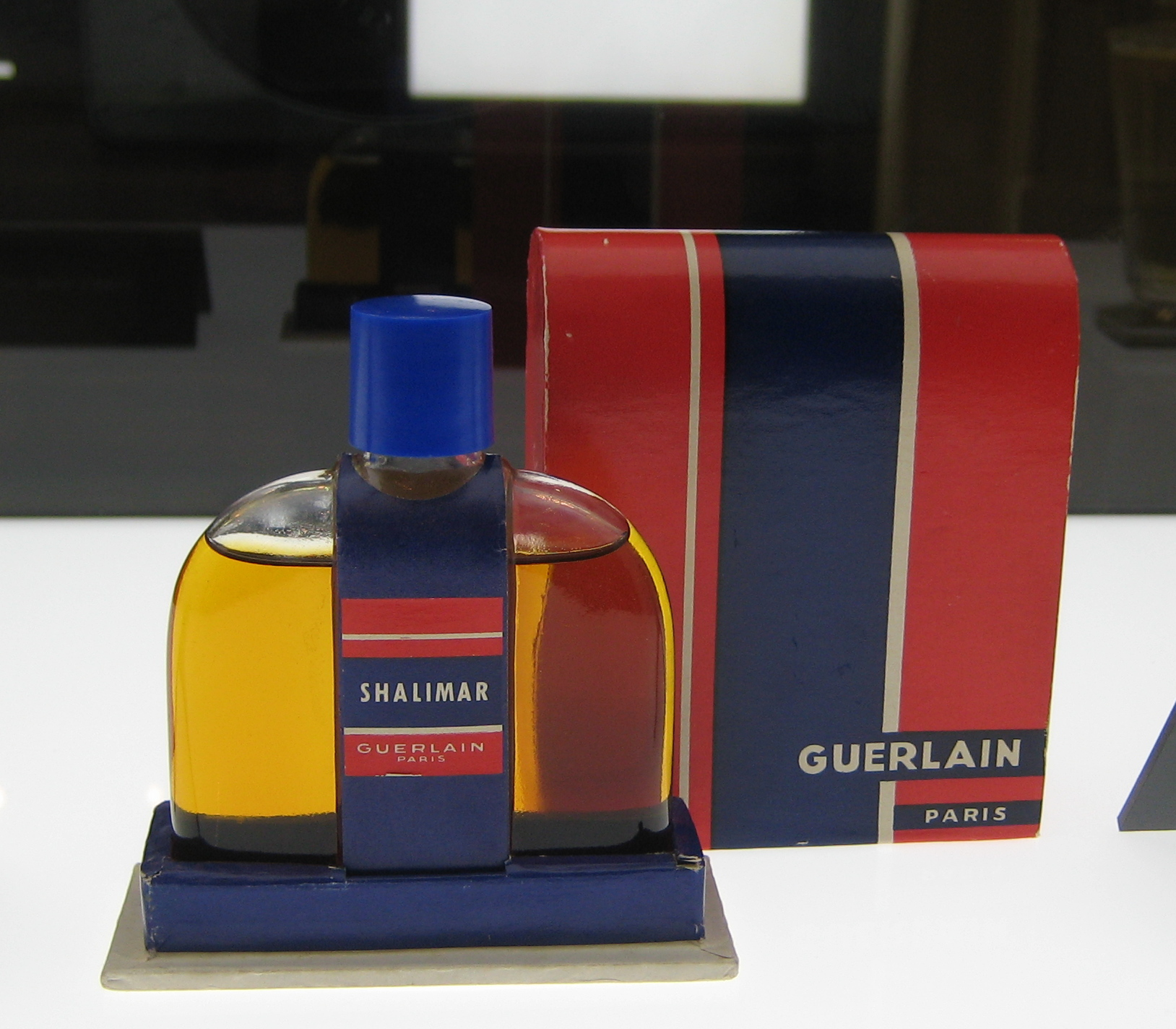
Флакон з парфумами
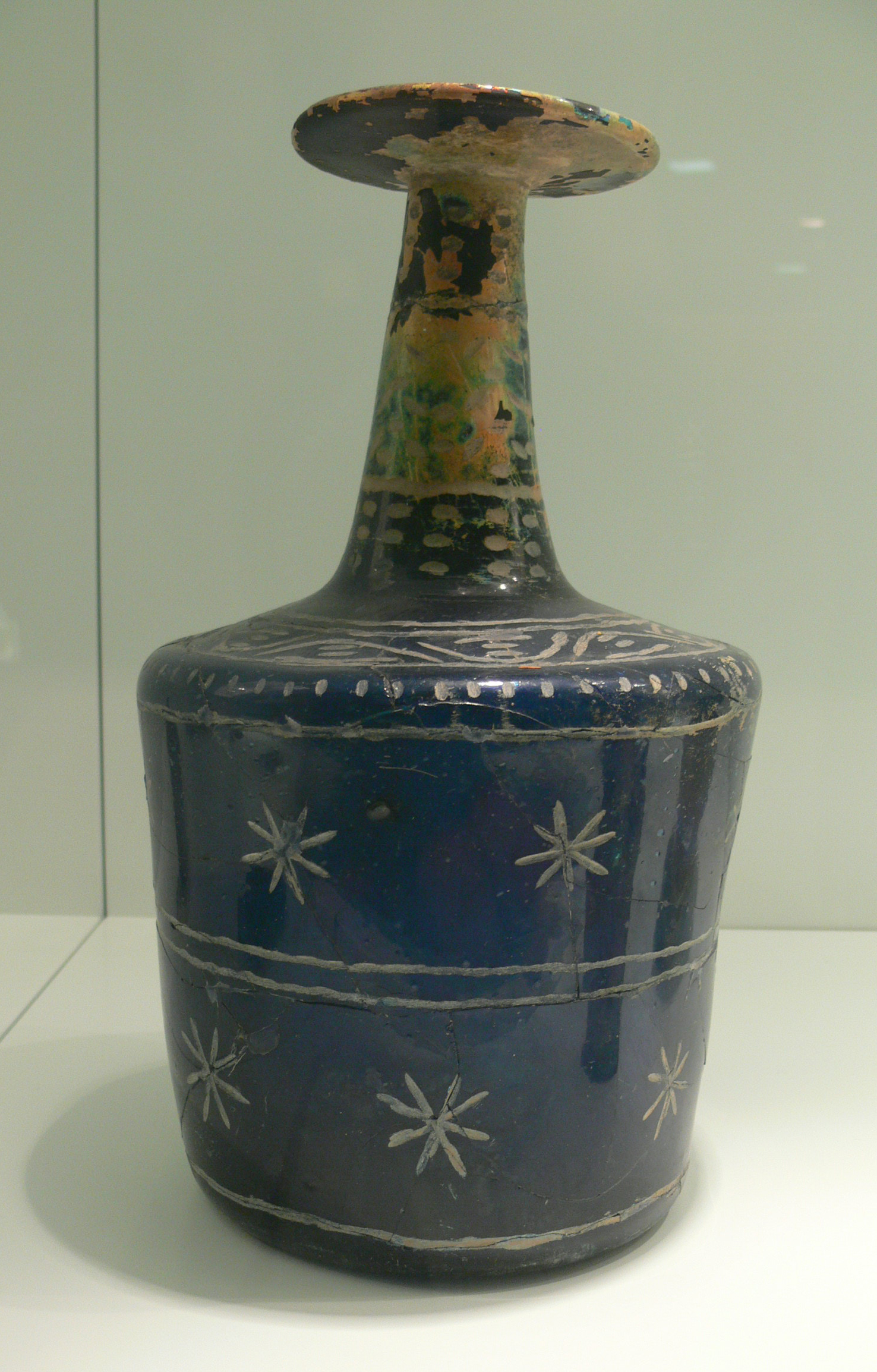
Керамічний флакон, Іран
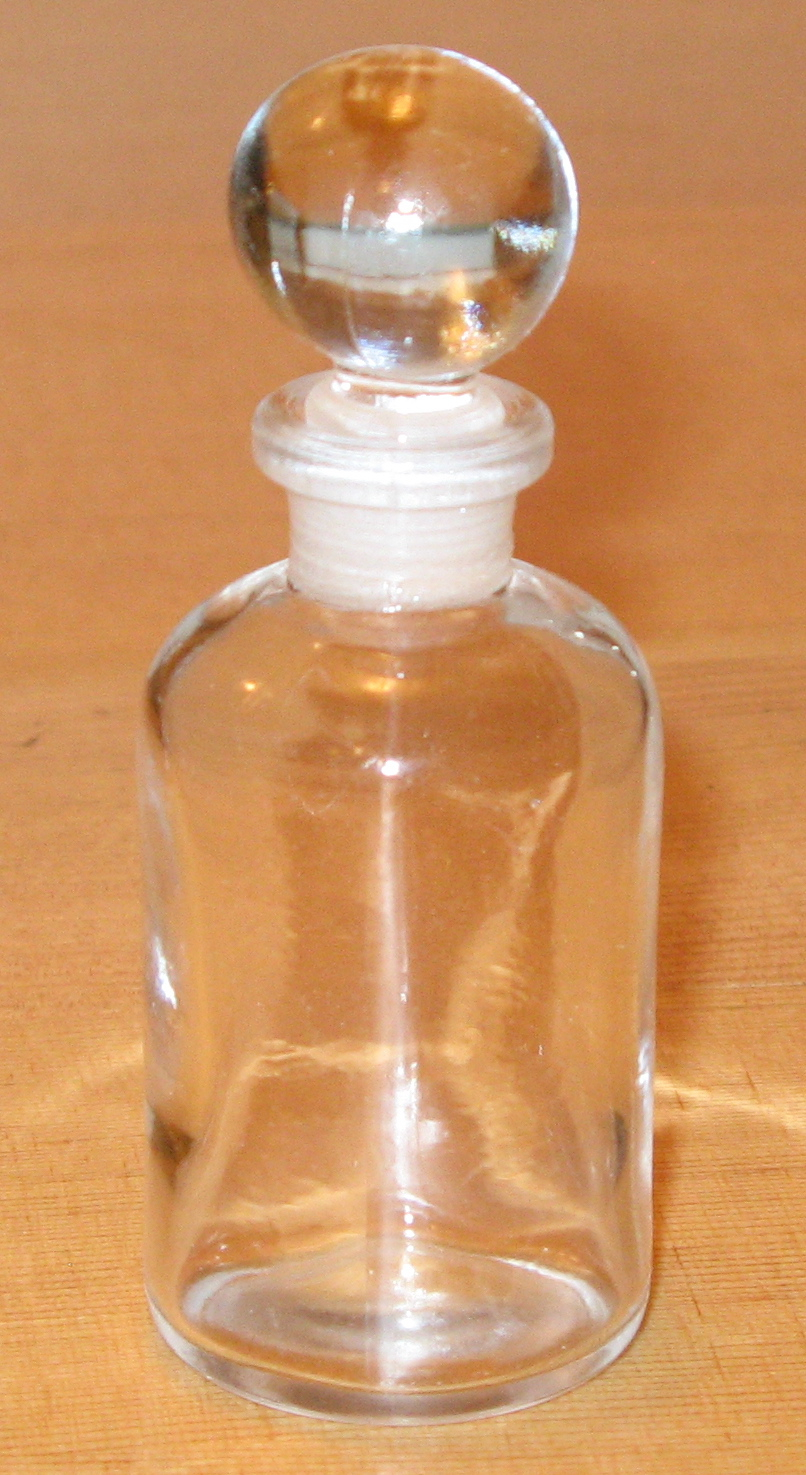
Флакон зі скляним корком з пластиковою прокладкою-гармошкою
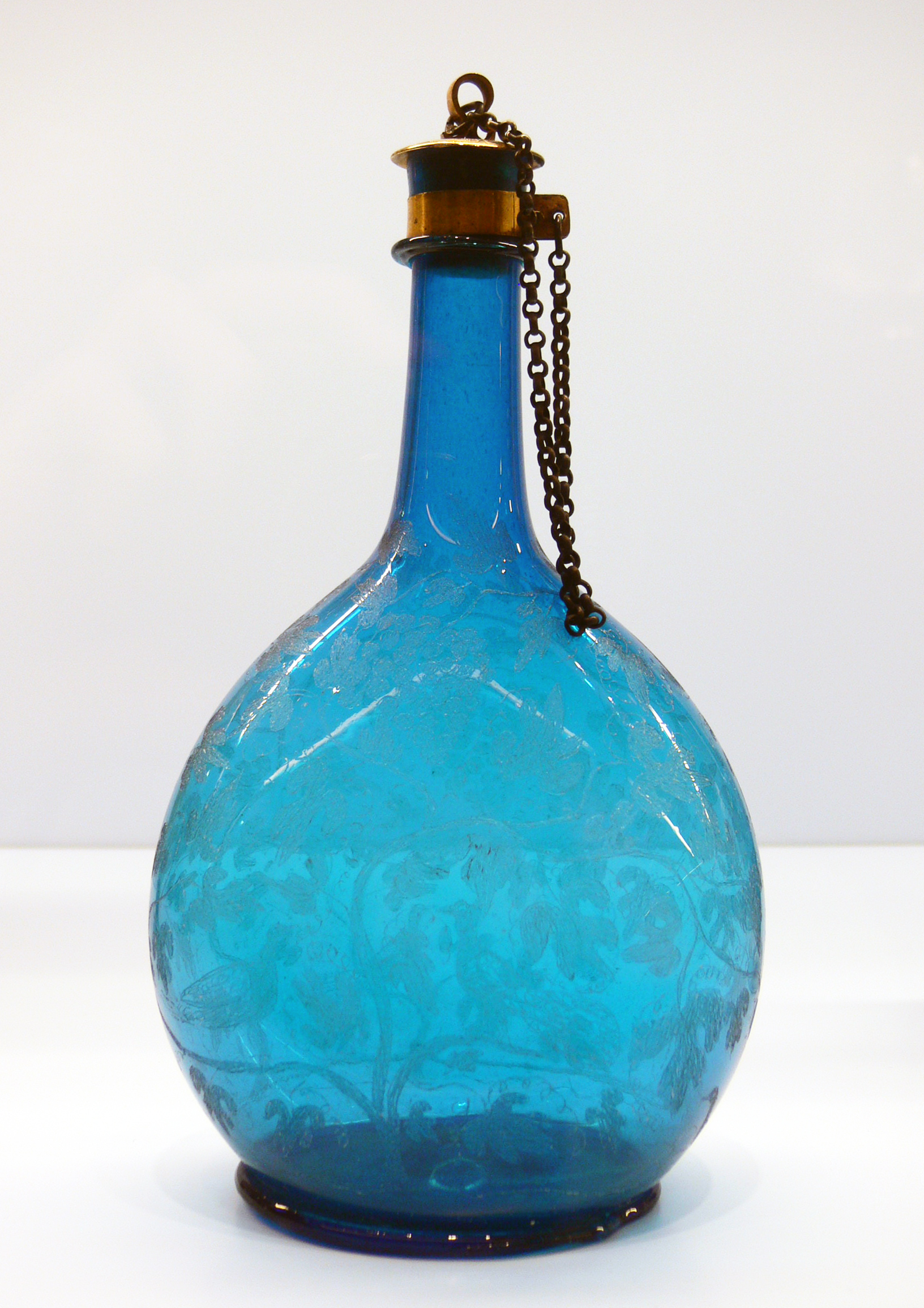
Флакон із синього скла з металевою гвинтовою кришечкою

## Основні типи
Флакони прийнято ділити на три основних типи: 
- «Splash» — в перекладі з французької означає «сплеск». Це ємності для зберігання парфумерних рідин з гвинтовою кришкою або простою скляною пробкою. Особливістю такого флакона є те, що він досить вразливий, тому що пробка може випадково відкритися;

- «Spray» — флакони, оснащені розпилювачем-пульверизатором. Пульверизатор був винайдений в кінці XIX століття і спочатку представляв собою виведену назовні еластичну трубку з «грушою»-помпою на кінці, яка кріпилася до ковпачка флакона. Сучасні флакони типу «Spray» істотно вдосконалені. Принцип їх роботи полягає в тому, що флакон заповнюють спеціальним газом під тиском, який і служить для «розпилювання» рідини після натискання на пульверизатор;

- «Roll-on» — найменш популярний тип флакона. В основі його конструкції лежить кулька, яку вмонтовано в горло флакона. Кулька поперемінно стикається з парфумами всередині флакона і шкірою людини, тим самим переносячи парфум на тіло. Недолік такого флакона в тому, що парфуми довго не зберігаються і вивітрюються через негерметичність конструкції.